# Beinn a' Chlachair
Beinn a' Chlachair är ett berg i Storbritannien.   Det ligger i kommunen Highland och riksdelen Skottland, i den norra delen av landet, 700 km nordväst om huvudstaden London. Toppen på Beinn a' Chlachair är 1 087 meter över havet, eller 540 meter över den omgivande terrängen. Bredden vid basen är 8,6 km.
Terrängen runt Beinn a' Chlachair är huvudsakligen kuperad. Trakten runt Beinn a' Chlachair är nära nog obefolkad, med mindre än två invånare per kvadratkilometer. Omgivningarna runt Beinn a' Chlachair är i huvudsak ett öppet busklandskap.